# Кодзима, Харуна
Ха́руна Кодзи́ма (яп. 小嶋陽菜 Кодзима Харуна, род. 19 апреля 1988 года в префектуре Сайтама, Япония) — японский идол, певица и актриса, бывшая участница команды А японской поп-группы AKB48 с момента основания.
18 июня 2016 года на 8-х всеобщих выборах (в которых она участвовала под именем НянНян Камен) Харуна объявила о своем выпуске из группы.
Выпустилась 19 апреля 2017 года.

## Биография

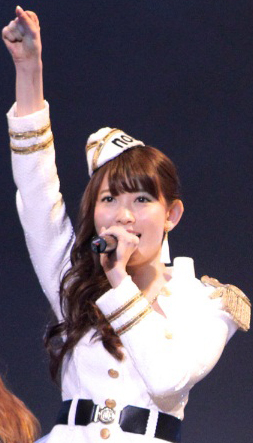
Харуна Кодзима в no3b

В 1998 году начала свою карьеру в шоу-бизнесе в качестве участницы японской идол-группы Angel Eyes, распавшейся в 2001 году.
Кодзима приняла участие в первом прослушивании группы AKB48 в июле 2005 года, по результатам которого, она прошла вместе с 23 другими участниками.
25 октября 2006 года дебютировала на мэйджоре в составе AKB48 с синглом «Aitakatta».
Группа дебютировала в декабре того же года, и была назначена одной из 20 членов команды; количество позже упала до 16, но Кодзима осталась как член группы.
В последние несколько лет, она несколько раз появлялась на телевидении с группой, и является единственным членом, который участвовал на всех-сторонах синглов группы (за исключением Eien Pressure) с начала создания группы AKB48, что делает её одной из наиболее заметных фигур в группе.
Первое появление Кодзимы на Kohaku Uta Gassen, устраиваемое ежегодное музыкальное шоу, для самых успешных артистов года, где она появилась с группой AKB48, которое прошло 31 декабря 2007 года.
С 2007 года, начинает активно осваивать курсы актёрского мастерства, с перспективностью на возможную актёрскую карьеру, в связи с чем, осуществила несколько выступлений в ряде телеспектаклей и фильмов. Её первая главная роль была в драме Coin Locker Monogatari (コインロッカー物語, literally Coin Locker Story), который был снят и вышел в эфир в начале 2008 года. Кроме того, Кодзима снялась в фильме ужасов Densen Uta (伝染歌), вместе с несколькими участницами группы AKB48. Группа также сделала краткое появление в начале фильма в живом исполнении.
В сентябре 2008 года анонсирован её дебют вместе с Минами Такахаси и Минами Минэгиси в составе группы No Sleeves.
10 октября 2008 года на TV Tokyo начался показ сериала «Mendol: ikemen idol», в котором Харуна Кодзима, Минами Такахаси и Минами Минэгиси играли мальчиков.
В состоявшемся в июне11 ноября 2008 года No Sleeves выпустили 1-й сингл «Relax!» (яп.).
В январе 2009 года вошла в состав новой группы AKB Idoling!!!, явившейся результатом сотрудничества между группами AKB48 и Idoling!!!.-июле 2009 года отборе участниц 13-го сингла заняла 6-е место.
В июне 2010 года заняла 7 место в отборе для участия в 17-м сингле («Heavy Rotation»), получив 16231 голосов.
Она была переведена из команды, чтобы стать членом команды Team B, во время перестановки команд в Tokyo Dome Concert, который состоялся 24 августа 2012 года.
18 сентября 2013 года, было объявлено, что Кодзима будет в центре группы 33-го сингла, «Heart Electric».
В 2015 году, она и Юки Касиваги были исполнителями центра сингла «Green Flash».
На всеобщих выборах AKB48 2016 года, под псевдонимом Nyan Nyan Kamen (にゃんにゃん仮面, literally Meow Meow Masked), на котором финишировала на 16-м месте с 40,071 голосов. В ходе мероприятия результатов на 18 июня 2016 года, она объявляет, что выпускается из группы. Она сказала, что она думала об этом два года назад, но возможности не было, особенно учитывая инцидент с рукопожатием в 2014 году. Она сказала, что ей исполнилось 28 и хотела сделать следующий шаг, чтобы стать взрослой женщиной. В 2017 году, она была объявлена в качестве исполнителя центра AKB48, в 47-м сингле «Shoot Sign», выпущенного в марте 2017 года. Она празднует два года, с её первой центральной позиции сингла «Green Flash». После окончания концерта «Kojimatsuri ~ Kojima Haruna Kanshasai ~» (こじまつり～小嶋陽菜感謝祭 ~) 21-22 февраля 2017, выступила в театре группы на Акихабаре в последний раз, в её день рождения, 19 апреля, 2017.

## Дискография
AKB48
| Year | No.   | Title | Role                                   | Notes |
| ---- | ----- | --- | -------------------------------------- | --- |
| 2006 | Ind-1 | «Sakura no Hanabiratachi» | A-Side                                 | Дебют с командой А. |
| 2006 | Ind-2 | «Skirt, Hirari» | A-Side                                 | Одна из основных семи главных певцов. |
| 2006 | 1     | «Aitakatta» | A-Side                                 | |
| 2007 | 2     | «Seifuku ga Jama o Suru» | A-Side                                 | |
| 2007 | 3     | «Keibetsu Shiteita Aijō» | A-Side                                 | |
| 2007 | 4     | «Bingo!» | A-Side                                 | |
| 2007 | 5     | «Boku no Taiyō» | A-Side                                 | |
| 2007 | 6     | «Yūhi o Miteiru ka?» | A-Side, Center                         | |
| 2008 | 7     | «Romance, Irane» | A-Side, Center                         | |
| 2008 | 8     | «Sakura no Hanabiratachi 2008» | A-Side                                 | Также исполнила «Saigo no Seifuku» |
| 2008 | 9     | «Baby! Baby! Baby!» | A-Side                                 | |
| 2008 | 10    | «Ōgoe Diamond» | A-Side                                 | |
| 2009 | 11    | «10nen Sakura» | A-Side                                 | Также исполнила «Sakurairo no Sora no Shita de» |
| 2009 | 12    | «Namida Surprise!» | A-Side                                 | |
| 2009 | 13    | «Iiwake Maybe» | A-Side                                 | Заняла 6-е место в 2009 году всеобщих выборах |
| 2009 | 14    | «River» | A-Side                                 | |
| 2010 | 15    | «Sakura no Shiori» | A-Side                                 | Также исполнила «Majisuka Rock 'n' Roll». |
| 2010 | 16    | «Ponytail to Shushu» | A-Side                                 | Также исполнила"Majijo Teppen Blues" |
| 2010 | 17    | «Heavy Rotation» | A-Side                                 | 7-е место на всеобщих выборах 2010. Также спела «Yasai Sisters» и «Lucky Seven».                                                                                       |
| 2010 | 18    | «Beginner» | A-Side                                 | |
| 2010 | 19    | «Chance no Junban» | A-side                                 | Помещенна на 3-ю позицию, в связи с результатом на турнире в игру камень-ножницы-бумага. Пела «Yoyakushita Christmas»; и «Kurumi to Dialogue» как участница команды А. |
| 2011 | 20    | «Sakura no Ki ni Narou» | A-Side                                 | |
| 2011 | --    | «Dareka no Tame ni — What can I do for someone?» | --                                     | благотворительный сингл |
| 2011 | 21    | «Everyday, Katyusha» | A-Side                                 | Также исполнила «Korekara Wonderland» и «Yankee Soul». |
| 2011 | 22    | «Flying Get» | A-Side                                 | Заняла 6-е место на всеобщих выборах 2011. Также пела «Seishun to Kizukanai Mama» и «Yasai Uranai»                                                                     |
| 2011 | 23    | «Kaze wa Fuiteiru» | A-Side                                 | |
| 2011 | 24    | «Ue kara Mariko» | A-Side                                 | Финишировала на 16 месте в камень- ножницы- бумага; Она спела «Noël no Yoru»; и «Rinjin wa Kizutsukanai» как участница Team A.                                         |
| 2012 | 25    | «Give Me Five!» | A-Side (Baby Blossom), Special Girls B | Играла на синтезаторе в сингле Give Me Five!; Исполнила "Hitsujikai no Tabi"в рамках Special Girls B.                                                                  |
| 2012 | 26    | «Manatsu no Sounds Good!» | A-Side                                 | |
| 2012 | 27    | «Gingham Check» | A-Side                                 | 7-е местона всеобщих выборах 2012. Также пела «Yume no Kawa». |
| 2012 | 28    | «Uza» | A-Side, New Team B                     | Также исполнила «Seigi no Mikata ja Nai Hero» как новый член Team B. Она теперь является членом Team B.                                                                |
| 2012 | 29    | «Eien Pressure» | B-side, OKL48                          | Не исполняла заглавный трек, состав определился в камень-ножницы-бумага; Исполнила «Totteoki Christmas»; и «Eien Yori Tsuzuku Yō ni» в рамках OKL48.                   |
| 2013 | 30    | «So Long!» | A-Side                                 | Пела «Sokode inu no unchi fun jau ka ne?» в составе Team B. |
| 2013 | 31    | «Sayonara Crawl» | A-Side                                 | Исполнила «Romance Kenjuu» и «Haste to Waste» |
| 2013 | 32    | «Koi Suru Fortune Cookie» | A-Side                                 | Заняла 9-е место на всеобщих выборах 2013. Исполнила «Namida no Sei Janai» и «Saigo no Door».                                                                          |
| 2013 | 33    | «Heart Electric» | A-Side, Center                         | Впервые получает сольное центральное место. Дали прозвище «Michelle».                                                                                                  |
| 2013 | 34    | «Suzukake no Ki no Michi de "Kimi no Hohoemi o Yume ni Miru" to Itte Shimattara Bokutachi no Kankei wa Dō Kawatte Shimau no ka, Bokunari ni Nan-nichi ka Kangaeta Ue de no Yaya Kihazukashii Ketsuron no Yō na Mono» | B-side                                 | Не исполняла заглавный трек, в связи с результатом игры камень- ножницы- бумага. Исполнила «Mosh & Dive». Пела «Party is Over».                                        |
| 2014 | 35    | «Mae shika Mukanee» | A-side                                 | |
| 2014 | 36    | «Labrador Retriever» | A-side                                 | Исполнила «Kyou Made no Melody» и «Kimi wa Kimagure». |
| 2014 | 37    | «Kokoro no Placard» | A-side                                 | Заняла 8-е место на всеобщих выборах 2014. |
| 2014 | 38    | «Kibouteki Refrain» | A-side                                 | |
| 2015 | 39    | «Green Flash» | A-side, center                         | Центральная позиция, вместе с Yuki Kashiwagi.Исполнила «Haru no Hikari Chikadzuita Natsu» и «Hakimono to Kasa no Monogatari».                                          |
| 2015 | 40    | «Bokutachi wa Tatakawanai» | A-side                                 | Спела «Kimi no Dai Ni Shō». |
| 2015 | 41    | Halloween Night | B-side                                 | Не пела заглавный трек и не участвовала в всеобщих выборов 2015 года. Исполнила «Ippome Ondo».                                                                         |
| 2015 | 42    | Kuchibiru ni Be My Baby | A-side                                 | Исполнила «365 Nichi no Kamihikōki», Senaka Kotoba", и «Yasashii place».                                                                                               |
| 2016 | 43    | «Kimi wa Melody» | A-side                                 | Отмечается 10-летний юбилей . Исполнила «Mazariau Mono» как NogizakaAKB и «M.T ni Sasagu» как участница Team A.                                                        |
| 2016 | 44    | «Tsubasa wa Iranai» | A-side                                 | Спела «Set me free» в составе Team A. |
| 2016 | 45    | «Love Trip / Shiawase wo Wakenasai» | A-side                                 | Заняла 16-е место в 2016 году на всеобщих выборов |
| 2016 | 46    | «High Tension» | A-side                                 | |
| 2017 | 47    | «Shoot Sign» | A-side, Center                         | Последний сингл, в котором приняла участие. Исполнила «Kizuka Renai you ni…» который стал для неё заключительным.                                                      |

### no3b
- Relax!
- Tane
- Kiss no Ryuusei
- LIE
- Kimi Shika
- Answer

Team Dragon from AKB48
- Movies

## Фильмография
| Год  |   | Русское название   | Оригинальное название                                                                | Роль                                  |
| ---- | - | ------------------ | ------------------------------------------------------------------------------------ | ------------------------------------- |
| 2006 | с |                    | Densha Otoko Deluxe (яп. 電車男デラックス)                                           | Харуна Кодзима                        |
| 2007 | с |                    | Yamada Taro Monogatari (яп. 山田太郎ものがたり) (6 июля — 14 сентября 2007, TBS      | Котонэ Усуи (яп. 臼井琴音)            |
| 2007 | ф | Суицидальная песня | Densen Uta (яп. 伝染歌 Дэнсэн ута)                                                   | Кирико (яп. キリコ) (18 августа 2007) |
| 2007 | с |                    | Mou Hitotsu no Zou no Senaka (яп. もうひとつの象の背中) (13 октября — 3 ноября 2007) | Nami (яп. 奈美)                       |
| 2007 | с |                    | Joshi Deka! (яп. ジョシデカ！) (18 октября — 20 декабря 2007)                        | Эп. 2                                 |
| 2008 | с |                    | Coin Locker Monogatari (яп. コインロッカー物語)                                      | Мики Хаяма (яп. 葉山未来)             |
| 2008 | с |                    | Muri na Renai (яп. 無理な恋愛)                                                       | Асако Овага (яп. 小川朝子)            |
| 2008 | с |                    | Gokusen 3 (яп. ごくせん3)                                                            | Саки Фудзимура (яп. 藤村早希)         |
| 2008 | с |                    | Yasuko to Kenji (яп. ヤスコとケンジ)                                                 | Сингёдзи Хёко                         |
| 2008 | с |                    | Mendol (яп. メン☆ドル)                                                               | Вакамацу Асахи                        |
| 2009 | с |                    | Mei-chan no Shitsuji (яп. メイちゃんの執事)                                          | Такэномия Нао                         |
| 2010 | с |                    | Majisuka Gakuen (яп. マジすか学園)                                                   | Торигоя (яп. トリゴヤ)                |
| 2011 | с |                    | Ikemen desu ne (яп. 美男ですね)                                                      | Нана                                  |